# Jon Peter Wieselgren
Jon Peter Wieselgren, född 19 december 1928 i Oscars församling i Stockholm, död där 11 maj 2017, var en svensk ämbetsman och politiker.

## Biografi
Wieselgren blev fil. kand. 1952 och fil. lic. 1957. Han var arkivarie vid Stockholms stadsarkiv 1960–1963, chef för dokumentarkivet vid Sveriges Radio 1963–1964, kanslisekreterare 1964–1978, departementssekreterare i socialdepartementets internationella sekretariat 1978–1990 och kansliråd 1990–1993.
Wieselgren invaldes i riksdagen som företrädare för Ny demokrati och var riksdagsledamot i början av mandatperioden 1991–1994 för Värmlands läns valkrets. Han var kansliråd till yrket. Han var suppleant i konstitutionsutskottet och socialförsäkringsutskottet. Han hade en politisk bakgrund som moderat politiker i Stockholms läns landsting i sjutton år. I Ny demokrati ville han bland annat avskaffa landstingen. I december 1991 hoppade Wieselgren av sitt uppdrag som riksdagsledamot på grund av stress och hög ålder samt återgick till sitt arbete på departementet. Arne Jansson ersatte honom i riksdagen.
Wieselgren var en stridbar försvarare av den romersk-katolska kyrkan och redaktör för den konservativa tidskriften Katolsk observatör. Han var son till riksbibliotekarien Oscar Wieselgren och Greta Hedén och sonsons son till domprosten och nykterhetsivraren Peter Wieselgren.